# Guma (vesnice)
Guma nebo Šroma (abchazsky Гәыма nebo Гәма, gruzínsky გუმა – Guma, nebo შრომა – Šroma) je vesnice v Abcházii, v okrese Suchumi. Od abchazského hlavního města Suchumi je vzdálena zhruba 9 km. Obec sousedí na západě s Horní Ešerou, na východě s Akapou a na jihu s Jaštchvou. Vsí protéká řeka Gumista a západně od Gumy na březích místní části Kamani se nachází soutok Západní Gumisty a Východní Gumisty. Na severu od obce se rozkládá těžko prostupný Abchazský hřbet, jenž tvoří součást Velkého Kavkazu.
Oficiálním názvem obce je Vesnický okrsek Guma (rusky Гумская сельская администрация, abchazsky Гәыма ақыҭа ахадара). Za časů Sovětského svazu se okrsek jmenoval Šromský selsovět (Шромский сельсовет).

## Části obce
Součástí Gumy jsou následující části a samoty:
- Guma (Гәыма / Гәма)
- Aabtra / Čálim Jábtra (Аабҭра / Чаалым иаабҭра) – dříve Staruškino (Старушкино)
- Abazadag (Абазадаг)
- Abianda (Абианда) – od 1943 do 1996 Mtisubani (მთისუბანი)
- Agrybžyca (Агрыбжьыҵа)
- Agrid (Аӷрид)
- Adzyrpchata (Аӡырԥхаҭа)
- Ažíra (Ажьиира)
- Adzychkva (Аӡыхкқәа) – do 1948 Semenli, od 1948 do 1996 Ckvirgili
- Akvab Aca / Kvabčara (Аҟәаб аҵа / Қәабчара)
- Amčara (Амҷара)
- Aratčys (Араҿыс)
- Aryčchuca (Арычхәҵа) – do 1996 Maniia nebo Nachšira
- Ačeidzkva (Аҷеиӡқәа) – od 1948 do 1996 Tbeti
- Bgyldyku (Бӷылдықә)
- Beškardaš (Бешкардаш)
- Byč Ichydž (Быҷ ихыџ)
- Gumbicha (Гәымбиха)
- Kaman / Kamani / Dzeicyrcha / Dzeicychra (Коман / Команы / Ӡеиҵырха / Ӡеиҵыхра)
- Dzchyda (Ӡхыда)
- Lakubysyrta / Lakubycyrta (Лаҟәбысырҭа / Лаҟәбыцырҭа / Лаҟәыб ицуҭа)
- Maršjanichu (Маршьанихәы)
- Mkvadžmja (Мкәаџьмҩа)
- Myšumja (Мышәмҩа)
- Papičchvara (Папиҽхәара)
- Habvy / Habjuk (Ҳабҩы / Ҳабҩықә) – od 1948 do 1996 Zegani
- Candyrcha (Цандырха)
- Cara (Ҵара)
- Švahu (Шәаҳәы) – do 1943 Abazadar (Абазадар), od 1943 do 1996 Kvaloni

## Historie
V průběhu středověku byl v části Kaman postaven kostel zasvěcený Janu Zlatoústému, jenž v roce 407 zemřel v obci s podobným jménem na území Turecka. Zřícenina tohoto kostela prošla v 80. letech 20. století nákladnou přestavbou a na jejích základech byl postaven Kamanský klášter, v současnosti nejvýznamnější památka v této obci.
Ještě před nuceným odchodem abchazského obyvatelstva následkem Kavkazské války a mahadžirstva v druhé polovině 19. století Byla Guma významnou horskou obcí. Poté k roku 1881 přišli noví osadníci a nový název Michailovskoje (Михайловское) podle Michaila Alexandroviče Romanova, syna ruského cara Alexandra III. V roce 1943 byla tato ves přejmenována na gruzínské Šroma, což v překladu do češtiny znamená "Práce." V roce 1996 došlo k opětovnému přejmenování na původní Guma.
V sovětské éře se Guma resp. Šroma stala prakticky gruzínskou vesnicí. Během války v Abcházii byla většina obce abchazskými vojsky a jejich spřátelenými militanty vypálena a místní části Guma a Kamani byly dějištěm krvavého masakru, jehož nebyly ušetřeny ženy, děti ani jeptišky nedávno vysvěceného kláštera. Vesnice zůstala po masakru a útěku zbytku obyvatelstva totálně vylidněna. V současnosti zde žije jen pár desítek Arménů a několik dalších osob. Po těchto událostech časem většinu území obce pohltil les a většina osad spadajících pod Gumu prakticky zanikla.

## Obyvatelstvo
Dle nejnovějšího sčítání lidu z roku 2011 je počet obyvatel této obce 38 a jejich složení následovné:
- 33 Arménů (86,8 %)
- 4 Rusové (10,5 %)
- 1 Gruzínec (2,7 %)

Před válkou v Abcházii žilo v obci bez přičleněných vesniček 1895 obyvatel. V celém Šromském selsovětu žilo 2050 obyvatel.